# 至誠館大学
至誠館大学（しせいかんだいがく、英語: Shiseikan University）は、山口県萩市椿東浦田5000に本部を置く日本の私立大学。1967年創立、2014年大学設置。

## 概観

### 大学全体

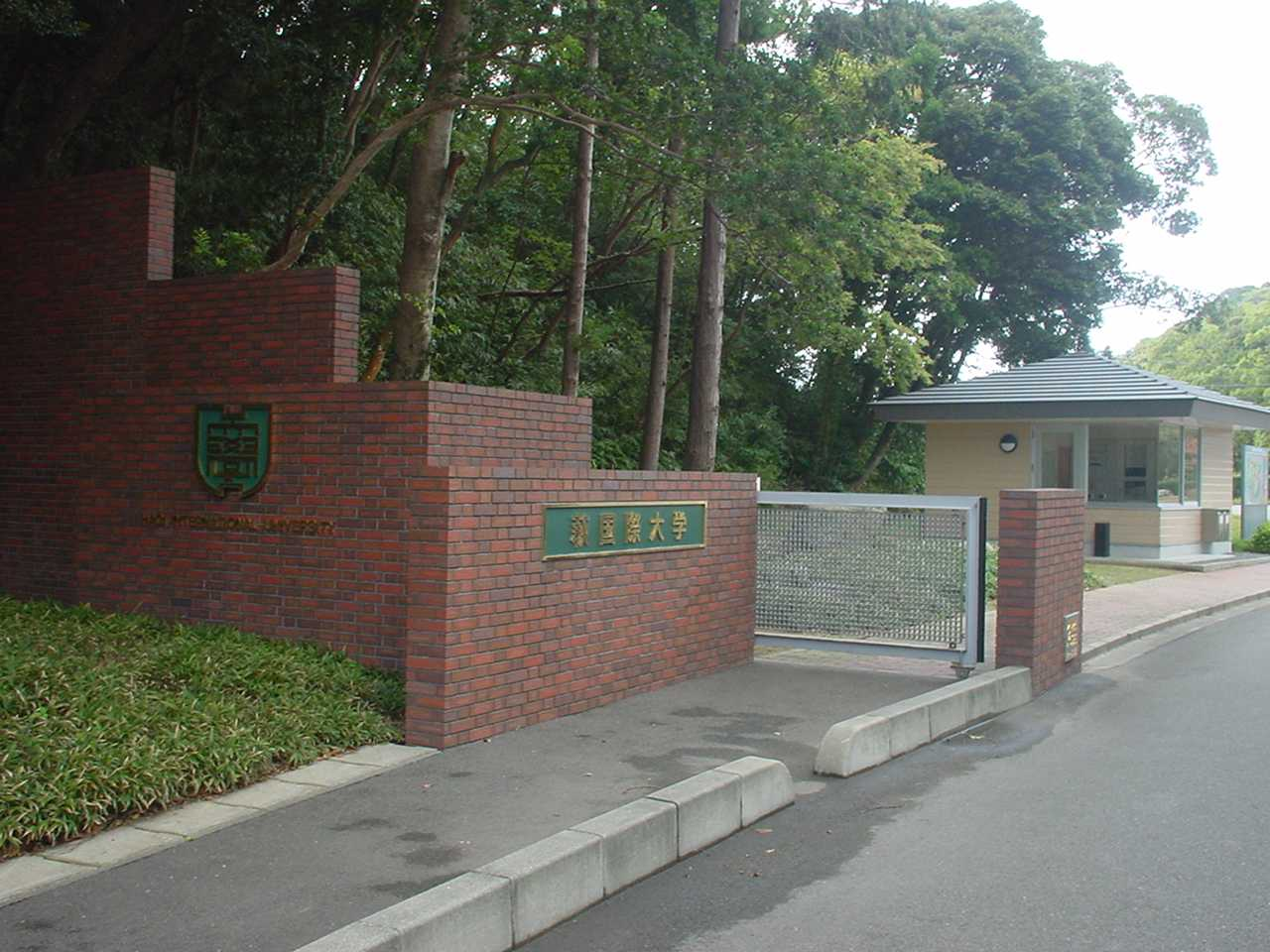
正門（「萩国際大学」時代の門標）

前身となる萩国際大学、山口福祉文化大学の二度の改称と民事再生法の適用を経て学校法人菅原学園による支援表明のもと、2014年に大学名を至誠館大学、設置法人名を学校法人萩至誠館に改称した。
もともとは島根県益田市で公設民営方式による四年制私立大学設置計画が進み、1995年（平成7年）に萩女子短期大学を経営する学校法人萩学園（権堂義幸理事長）と益田市（渋谷義人市長）の間に協定書が締結されたことに始まる。しかし、この計画に対して反対運動が起こり、益田市長選で反対派候補が当選したため、益田市はそれまで17億円を投入していたものの、大学設置は中止となった。萩学園はこの後1997年（平成9年）に、萩女子短期大学を四年制に改組し1999年開学する構想を打ち出し、文部省に大学設置許可申請した。益田市で拒否された大学新設を萩市で行うことに疑問視する声も多かったが、権堂理事長が北九州で経営する複数の高等学校から生徒を送り込むということで、萩市（野村興児市長）は開学を決定。公設民営大学であり、萩市議会は平成9年6月11日議案第53号の議決で総事業費64億5,600万円のうち40億円の補助を決定したが、そのうち20億円は山口県からの借入であった。
1999年（平成11年）に国際情報学部を有する萩国際大学（はぎこくさいだいがく、英: Hagi International University）として開学（萩女子短期大学は2000年に廃止）。しかし、開学当初から入学者数が低迷。苦しい経営を打開するために2004年に陶芸文化コースやゴルフ文化コースなど、他大学にはないコースを設けたり、2001年より中国などから留学生を積極的に誘致するなどした。しかし、当初から留学生が入国できない事態が起こり、さらに留学生に失踪や不法就労、旅券偽造、万引きなどの逮捕者が相次ぎ、広島入国管理局が中国人留学生127人に対し在留資格認定証明書を交付しないことを決定した。定員割れが続いたことから売却に積極的な姿勢に転じた権堂義幸理事長は萩市側と対立し、2003年（平成15年）に辞任。開校事業費の自らの持ち出し分の返還請求訴訟を学校法人に対して起こした。2003年の理事長選出を巡っては野村萩市長が地元商工会議所会頭の就任要請をする際に経済的負担をかけないとする密約文書を交わした（その後自ら破棄）ことが 2006年市民団体に告発されたが、2008年山口地検は不起訴処分とした。2004年、元留学生の中国人が東京都武蔵野市で現金約4200万円強奪事件に関与したとして強盗致傷容疑で全国指名手配。このころから企業再生を手掛ける新生銀行のソリューションアドバイザリー部と契約をかわして水面下のスポンサー探しがはじまったが、３０億を超える負債がネックとなる。2005年には教職員の解雇や定員を3分の1にするなどして経営の立て直しを図り、石見空港ゴルフクラブ田万川コースを買収したが運営資金が底をつき、同年に約37億円の負債を抱えて、民事再生法の適用を申請した。
四年制大学を設置する学校法人としての民事再生法適用申請は、東北文化学園大学についで2例目であるが、定員割れが原因の申請は全国初であった。2005年度の1年次生は定員300人のところ、22人のみだった。2006年度の1年次生はわずか3人と前年を更に下回った。
2007年度より民事再生計画に基づき福祉に重点を置いた学部・学科への再編を実施。国際情報学部を廃止し、同時に日本福祉文化大学に改称予定だったが、類似名称である日本福祉大学からの抗議もあって、山口福祉文化大学に改称となった。東京と広島にサテライト教室を開設し留学生を受け入れる等、一連の再編の結果、2008年度の入学者数は例年を大きく上回り、2009年度には前身の萩国際大学開学以来初めて、入学者が定員を上回った。
しかしながら、2005年から経営支援を行っていた塩見ホールディングスの筆頭株主であった株式会社SFCGの急激な経営悪化も手伝い経営再建は順調にはいかず、2012年4月に大口債権者が萩学園の破産手続開始の申立てを行っていたことが判明し、その対抗措置として同年6月、再び民事再生法の適用を申請した。なお、2013年時点で萩市は借入れした大学開校事業費を毎年1億円ずつ返済している。
2012年5月時点では、萩市の本校に171人、東京都墨田区のサテライト教室に606人、広島サテライト教室に43人の学生が在籍。このうち東京サテライト教室は606人のうち605人が留学生であり、中国人学生が9割を占めていた。
不法就労の受け皿になるとして入国管理局が調査したところ、2011年以降、長期欠席や授業料未納などを理由に110人の留学生が除籍され、そのうち70人が帰国せず行方不明であった。同教室は文部科学省の定める校舎の要件を満たさないとして、改善を指導された。
2013年、学校法人こおりやま東都学園が支援から撤退し、学校法人菅原学園が支援を表明した。2014年、大学名を至誠館大学、設置法人名を学校法人萩至誠館に改称、また留学生対策として、大阪入国管理局の元局長を客員教授に招いている。2015年、硬式野球部監督が部員への暴力で１か月の謹慎処分となる。2016年、 前身の山口福祉文化大学時代の債権額27億880万円に対し、6,115万円を弁済する民事再生手続きの終結が山口地裁にて決定する。
奨学金の延滞率が高い大学ランキングで2017年延滞率13.9％、2018年延滞率9.9％と二年連続全国一位となる。
2019年学校法人菅原学園が学校法人萩至誠館を吸収合併し、学校法人萩至誠館が消滅。萩本校2年生3名が1年生へ集団暴行事件をおこし傷害容疑で逮捕される。また、2013年から2017年度の私費外国人留学生の授業料減免への補助金などが不当と会計検査院に指摘され、補助金交付額6億1026万円のうち指摘された1億3793万円を返還することとなった。
2020年閉館したホテルを取得し、硬式野球部の寮として改修したが2021年部員の窃盗、飲酒、喫煙で1ヵ月の対外試合禁止となる。2024年硬式野球部寮内でコーチにより暴力をふるわれ、通院を要するケガや精神的な苦痛を負ったなどとして、部員が学校法人とコーチにあわせて310万円余損害賠償を求めて提訴し、2025年部員への暴行を認め、学園とコーチが連帯して195万円を支払うことで和解が成立した。

### 建学の理念
「至誠」のこころをもって、多様な現代社会の中で各々が生きがいを感じ、自己実現ができ、また福祉の向上や社会が抱える多くの課題の解決に貢献できる人材の育成。

#### 使命
「至誠」のこころと人々の幸せの探求を基本に据え、現代社会における多様な課題を把握し、よりよい地域社会の実現に向けて貢献できる人材の育成と社会の発展に寄与する教育・研究を行う。

#### 目的
学生が現代社会の多様性を理解できる知性と教養を身につけ、現代社会の諸問題を科学的に探究し、地域の人々と協働しながら解決のために実践し、生涯を通して自己実現できることを教育の目的とする。

### 教育および研究

#### 萩本校キャンパス
- 「子ども生活学専攻」「スポーツ健康福祉専攻」「ビジネス文化専攻」の3専攻が設置されているほか、社会福祉士や介護福祉士といった福祉士、幼稚園教諭一種免許状や保育士、中学・高等学校教諭一種免許状（保健体育）といった教職の資格を取得できるカリキュラムが存在する[29]。なお介護福祉士に関しては萩市福祉事業団と提携をしており、介護施設でアルバイトに従事しつつ資格取得を目指すことが出来る[30]。
- 上記資格以外にも、「子ども生活学専攻」では児童指導員や社会福祉主事といった任用資格、「スポーツ健康福祉専攻」では日本スポーツ協会スポーツリーダーや、日本トレーニング指導者協会認定トレーニング指導者やゴルフティーチングプロの受験資格、「ビジネス文化専攻」では簿記検定やITパスポート試験、コンピュータサービス技能試験のほか、英語・韓国語・中国に関する各種資格を取得可能である[31]。
- 2018年に山口県内で初めてスクール（学校）ソーシャルワーク教育課程をスタートさせた[30]。
- 萩本校キャンパスには「吉田松陰研究所」がある。ここは、明治維新の原動力となった多くの人材を育てた教育者である吉田松陰に関する調査・研究を行い、その結果を提供することにより地域の発展に寄与することを目的として設置されている[32]。

#### 東京キャンパス
- 専攻の設置は「ビジネス文化専攻」のみである[33]。
- 東京キャンパスは在籍者がほぼ留学生であることから、簿記検定やITパスポート試験といったビジネス系の資格と共に日本語能力試験（JLPT）・ビジネス日本語能力テスト（BJT）といった日本語に関する資格に関する教育に力を入れている[34]。

#### 両キャンパスの連携や交流
- 「フィールド演習」という科目内で、東京キャンパスの学生が萩本校キャンパスへの研修旅行を実施している[35]。
- 東京キャンパスから萩本校キャンパスへ就学地を変更することで、「社会福祉士受験資格」や「保育士資格」を取得する道が開ける[36]。

### 学風および特色
大学名称の「至誠」は、吉田松陰の座右の銘に由来。下関から鳥取県倉吉間に存在する唯一の4年制大学として地方創生や地方教育の拠点としての地域貢献を掲げている。

### 象徴

#### 大学校章
あらゆるものの基本となる「円」の中に「人」と「S」をなめらかな曲線で描き、「至誠」を表している。

#### 大学紋章
イギリスの紋章学に基づき定められたもので、小紋章・中紋章・大紋章の3つが存在する。
- 小紋章→「梅鉢」「ふくろう」「本」「校章」が配置されている。
- 中紋章→小紋章を円でかこんだもの。
- 大紋章→中紋章に冠・ガーターベルト、サポーターがつく。ガーターベルトには創基年度（1960年）をローマ数字で表す。校訓である「至誠」の言葉がラテン語で書かれ、サポーターには白馬と白牛を採用し大学を支える動物を象徴している。

## 沿革

### 年表
主な出典は『平成25年度事業報告書』（2014年9月24日閲覧）
大学以前
- 1960年
  - 萩高等計理学校設立
- 1965年
  - 学校法人萩学園設立（1月23日）
- 1966年
  - 萩高等計理学校を萩女子専門学校に校名変更
- 1967年
  - 萩女子短期大学開学（国文科、家政科）
- 1968年
  - 萩女子短期大学国文科に司書課程開設
  - 萩女子専門学校の学生募集停止
- 1969年
  - 萩女子短期大学家政科を家政専攻と食物栄養専攻に分離
  - 萩女子短期大学家政科食物栄養専攻が栄養士養成施設として認定される
- 1979年
  - 萩女子短期大学国文科に秘書士養成施設認定
- 1988年
  - 萩女子短期大学の国文科を国文学科に、家政科を生活学科に学科名変更

萩国際大学
- 1999年
  - 萩国際大学開学（国際情報学部国際学科、経営情報学科）
  - 萩女子短期大学は学生募集停止
- 2000年
  - 萩女子短期大学廃止
- 2004年
  - 萩国際大学国際情報学部の国際学科に維新学コース、萩陶芸文化コース、ゴルフ文化コースを、経営情報学科に観光経営コースを増設
  - 8月10日 山口大学経済学部名誉教授の安部一成が学校法人萩学園の新理事長になり、山口大学との連携について言及[40]
  - 元留学生の中国人が東京都武蔵野市で現金約4200万円強奪事件に関与したとして強盗致傷容疑で全国指名手配[6]
- 2005年
  - 1月 ゴルフ文化コースの実習場確保を兼ねて石見空港ゴルフクラブ田万川コースを買収し[41]、萩・石見カントリー倶楽部萩国際大学コースに改称[42]
  - 6月 学校法人萩学園、東京地方裁判所へ民事再生法適用を申請[43]
  - 建築総合コンサルタント会社の塩見ホールディングス（広島市東区）が再建支援を表明[44]
  - 8月 学校法人萩学園理事長に株式会社塩見ホールディングス企業再生部部長の村本章治を選任[45]
  - 萩国際大学国際情報学部経営情報学科の平成18年度学生募集を停止
- 2006年
  - 3月 東京地方裁判所、学校法人萩学園の民事再生手続終結決定[46]

山口福祉文化大学
- 2007年
  - 大学名を山口福祉文化大学と改称[47]
  - 国際情報学部国際学科の学生募集停止
  - ライフデザイン学部ライフデザイン学科を開設
  - ライフデザイン学部が厚生労働省指定保育士養成施設の認可
  - 松下村塾開塾150年記念イベントが行われる[48]
- 2008年
  - 4月 東京サテライト教室、広島サテライト教室を設置
- 2009年
  - ライフデザイン学科にビジネス文化領域を増設[49]
  - 塩見ホールディングスの経営難に伴い同社単独での経営支援が困難となり、NACグループが共同支援を表明[50]
- 2010年
  - 国際情報学部在学生の卒業により、同学部を廃止
  - 第2東京サテライト教室を開設（賃貸契約による）
- 2011年
  - ライフデザイン学科福祉心理領域の学生募集停止
- 2012年
  - ライフデザイン学科の領域を専攻制（子ども生活学、スポーツ健康福祉、建築システム、ビジネス文化専攻）に改める
  - 6月 学校法人萩学園、山口地方裁判所へ民事再生法適用を申請[51]、学校法人こおりやま東都学園が経営支援を引き受け、同法人理事長の亀井郁夫が萩学園理事長に選任される[52]
  - 9月 除籍された大量の留学生が帰国せず行方不明であることが発覚、入国管理局から異例の指導を受ける。また受け入れている学生の大半が東京サテライト教室で就学していることから、大学設置基準に違反している恐れがあるとして文部科学省から査察指導を受ける[53]
- 2013年
  - 学校法人こおりやま東都学園が支援から撤退し、学校法人菅原学園が支援を表明
  - 建築システム専攻は平成26年度入学者をもって学生募集停止
  - 広島サテライト教室（広島市西区天満町6-5）を平成26年度から廃止することを決定

至誠館大学
- 2014年
  - 大学名を至誠館大学と改称
  - 設置法人名を学校法人萩至誠館に改称[54]。
  - 菅原一博理事長、古賀大三学長
- 2015年
  - 原田憲一学長就任[55]
  - 硬式野球部監督の部員への暴力で１か月の謹慎となる[18]
- 2016年
  - 前身の山口福祉文化大学時代の債権額27億880万円に対し、6,115万円を弁済する民事再生手続きの終結が山口地裁にて決定する[56]
- 2017年
  - 萩本校23名入学。東京サテライト教室では新入生は全員が留学生でベトナム163人、中国58人など9カ国から合計285人[57]
  - 奨学金の延滞率が高い大学ランキングで延滞率13.9％、全国一位となる[58]
- 2018年
  - 前萩市長、野村興児学長就任
  - 4月　旧萩女子短期大学設立50周年を記念し、同窓会組織「美萩会」が発足
- 2019年
  - 設置法人である学校法人萩至誠館を学校法人菅原学園が吸収合併[59]
  - 萩本校2年生3名が1年生へ暴行を加え傷害容疑で逮捕[60]
  - 2013年から2017年度における私費外国人留学生の授業料減免への補助金などが不当と会計検査院に指摘され、補助金交付額6億1026万円[61]のうち指摘された1億3793万円を返還[62]
  - 閉館した「萩たなかホテル」取得[63]
- 2021年
  - 現代社会学部現代社会学科に名称変更[64]
  - 硬式野球部の寮が完成[22] 第三学生寮として運用開始。
  - 硬式野球部部員の窃盗、飲酒、喫煙で1ヵ月の対外試合禁止となる[23]
- 2023年
  - 東京都中野区中野に土地建物を取得、9月に東京キャンパスを池袋から移転
- 2024年
  - 硬式野球部寮内でコーチにより暴力をふるわれ、通院を要するケガや精神的な苦痛を負ったなどとして、部員が学校法人とコーチにあわせて310万円余損害賠償を求めて提訴[24]

- 2025年
  - 硬式野球部寮内での暴力事件裁判で暴行を認め、学園とコーチが連帯して１９５万円を支払うことで和解が成立。[25]

## 基礎データ

### 所在地
- 萩本校キャンパス（山口県萩市椿東浦田5000）
- 東京キャンパス（東京都中野区中野2-18-3）（東京サテライト教室は東京都墨田区吾妻橋1-2-4に存在したが、2017年11月に池袋に移転、2023年9月より現住所に移転となった。）

## 教育および研究

### 組織

#### 学部
2021年4月から
- 現代社会学部
  - 現代社会学科

##### 萩本校キャンパス　専攻
- 子ども生活学専攻
  - 子ども福祉コース
  - 子ども教育コース
- スポーツ健康福祉専攻
  - スポーツ教育コース
  - 公安職系育成コース
- ビジネス文化専攻

##### 東京キャンパス　専攻
- ビジネス文化専攻

#### 附属機関
- 附属図書館
- 吉田松陰研究所
- 萩文化スポーツセンター
- 体育館
- 第1・第2・第3学生寮

## 学生生活

### 指定強化クラブ
- 女子バレーボール部[66]
- ゴルフ部
- 陸上競技部
- カヌー部
- 硬式野球部
- 女子硬式野球部
- 柔道部

### クラブ・サークル活動
- 児童文化サークル「ぴーかーぶー」[67]
- 茶道部
- フットサル部
- 至誠館大学Dance部AVANCER
- MCL(Music Communication Lab)音楽奏で隊
- SUTT(Shiseikan University Trainer Team)
- 萩自然体験塾
- VERY EASY SPORTS CLUB

### 学園祭
至誠祭が毎年11月に萩本校キャンパスにて行われる。

### 大学関係者組織
同窓会組織は「美萩会」

## 施設

### 萩本校キャンパス
- 使用学部：現代社会学部
- 使用研究科：なし
- 使用附属施設：図書館、吉田松陰研究所、体育施設、学生寮
- 交通アクセス：JR山陰本線東萩駅

北緯34度25分51.6秒 東経131度25分18.1秒

### 東京キャンパス
- 使用学部：現代社会学部
- 使用研究科：なし
- 交通アクセス：JR中央線快速中野駅など

## 対外関係

### 地域連携活動
萩本校キャンパスで行われている萩市を中心とした地域連携活動。
- ボランティア活動
  - 萩城下マラソンでの給水係や記録係、市内の小学校における体育の指導など。
- 至誠館クラブ
  - 子どもから高齢者まで身近な所でスポーツを楽しむことのできるスポーツクラブ。
- 公開講座
  - 萩市民を対象に、至誠館大学の教員が大学や公民館で無料で講座を行っている。
- 施設開放
  - 附属図書館や食堂をはじめ、教室や体育館施設を開放している。

授業を通した地域連携活動
- 大学近郊の明神池風穴にて、観光客に軽食を提供[71]

### 高大連携
- 萩光塩学院高等学校
- 明徳義塾高等学校
- 長門高等学校

## 公式サイト
- 至誠館大学

座標: 北緯34度25分51.6秒 東経131度25分18.1秒 / 北緯34.431000度 東経131.421694度